# 德勒格內什蒂-奧爾特
44°10′11″N 24°31′48″E / 44.16972°N 24.53000°E
德勒格內什蒂-奧爾特（羅馬尼亞語：Drăgănești-Olt），是羅馬尼亞的城鎮，位於該國南部，由奧爾特縣負責管轄，面積79平方公里，海拔高度68米，2011年人口10,894，人口密度每平方公里138人。